# 陈冰 (歌手)
陈冰（1990年5月1日—），原名“陈其其”，汉族，中国歌手，毕业于四川音乐学院。2014年浙江卫视《中国好声音》第三季并获得那英组4强，最終敗於張碧晨，獲得全國8強。其父为海南银达集团董事长，在中国国内开有20多家分公司，“富二代”、“已婚”、“离婚”等话题备受媒体和观众关注。

## 个人背景
- 1990年 出生于吉林省延吉市，其父亲为海南银达集团董事长陈嘉新，在中国国内开有20多家分公司；
- 1998年 开始全家搬迁到海南省海口市生活。
- 2005年 就读于海南华侨中学（2008年毕业）[5]

## 主要经历
- 2007年 参加海南电视台《明星梦工场》比赛获得十佳、“最佳演唱奖”
- 2008年 考入四川音乐学院通俗演唱专业本科班（2012年毕业）
- 2011年 参加青海卫视《花儿朵朵》比赛获得成都5强、西部赛区10强；同年发行单曲《爱情不要害怕》
- 2012年 放弃唱歌继承父业，同年10月结婚嫁给同是富二代、成都电视台主持人付瑞亭[6][7]
- 2013年 参加中央电视台《青歌赛》获得海南赛区通俗组一等奖，并代表海南省参加全国赛[8]；
- 2014年 获得浙江卫视《中国好声音》第三季那英组四强[9]，最終敗於張碧晨，獲得全國8強，走红后爆出离婚[10]。
- 2015年 加入东方卫视《与星共舞中国版》担任长期跳舞嘉宾
- 2015年 參加2015中國好聲音，台灣校園行”音樂會
- 2016年 參加蒙面唱將猜猜猜

## 網絡劇
- 2017年《见习法医》 饰 吉雪

## 音乐作品
发行单曲
| 发表时间       | 单曲名称         | 备注                           |
| -------------- | ---------------- | ------------------------------ |
| 2011年8月1日   | 《爱情不要害怕》 | 收录于《花儿朵朵》成都十强合辑 |
| 2014年10月31日 | 《战斗吧》       | 网游《新寻仙》主题曲           |
| 2015年3月6日   | 《与星共舞》     | 东方卫视《与星共舞》栏目主题曲 |

## 广告代言
- 2014年10月21日 TV+家庭娱乐电视代言人（VS张碧晨、余枫 (歌手)）
- 2015年4月27日 广巢法吟网络代言人[11]

## 综艺节目
参加的电视节目
- 青海卫视《花儿朵朵》2011年参加该比赛
- 湖南卫视《快乐女声》
- 浙江卫视《中国好声音》《娱乐梦工厂》《中国蓝电视观众节》
- 重庆卫视《超级访问》
- 广东卫视《中国好男儿》48进24嘉宾
- 东方卫视《与星共舞中国版》
- 江苏卫视《蒙面唱将猜猜猜》